# Kraljev Vrh (Preseka)
Kraljev Vrh is een plaats in de gemeente Preseka in de Kroatische provincie Zagreb. De plaats telt 112 inwoners (2001).